# Sumeire
Sumeire était un médecin de la ville de Marignane dans la deuxième moitié du XVIIIe siècle.
Il est connu pour ses descriptions et son traitement de maladies nerveuses et dermiques.

## Contexte
Au XVIIIe siècle, en Provence, la gale est traitée en frottant la peau d'un onguent constitué de dentelaire préalablement plongée dans de l'huile bouillante. Considéré comme efficace à cette époque, ce traitement est critiqué pour les graves effets secondaires qu'il provoque. Sumeire publie une nouvelle recette de ce remède, basée sur l'utilisation exclusive de la racine de cette plante, afin d'éviter les violentes réactions de certains patients, que Sumeire attribue à l'utilisation de toute la plante dans la préparation traditionnelle.
L'usage de la dentelaire pour le traitement de la gale a été pour la première fois décrit par Garidel. Pour son amélioration supposée, Sumeire remporte le prix mis en jeu en 1778 par la Société royale de Médecine. Cependant, l'efficacité de ce traitement est contestée et, dès le milieu du XIXe siècle, il est considéré comme obsolète. À la fin du XIXe siècle, ce « liminent de Sumeire » est encore mentionné comme médecine « familiale ».

## Œuvres
- Dans Journal de médecine, chirurgie, de pharmacie, etc., vol. 50, Paris, Veuve Thiboust, juillet 1778 (lire en ligne) :
  - Observation sur une tumeur considérable au sommet de la tête d un enfant nouveau-né, dont la disparition spontanée n'a eu aucune suite
  - Observation sur une migraine périodique
  - Observation sur la vertu des cendres de genêt dans l'hydropisie qui succède aux maladies exanthématiques
- Dans Recueil périodique d'observations de médecine, chirurgie, de pharmacie, etc., vol. 56, Paris, Veuve Thiboust, juillet 1781 (lire en ligne) :
  - Observation sur une douleur de tête extraordinaire

## Sources
- Alard, Dictionnaire des sciences médicales, vol. 17, C.L.F. Panckoucke, 1816 (lire en ligne), p. 213 et suivantes
- Dieu et Fortin, Traité de matière médicale et de thérapeutique, précédé de considérations générales sur la zoologie et suivi de l'histoire des eaux naturelles, vol. 4, Paris, Metz, Masson et Cie, Pallez et Rousseau, 1853 (lire en ligne), p. 977